# Сільська історія
«Сільська історія» (рос. «Деревенская история») — радянський художній фільм режисера  Віталія Каневського, кіноповість на сільськогосподарську тематику, знятий у 1981 році на кіностудії «Ленфільм».

## Сюжет
Молодий тракторист Гриша Горєлов повернувся з міста в рідне село. Тут він знайшов друзів і улюблену жінку. Однак розгорівся неабиякий конфлікт з головою колгоспу Захаромом Акимичем, готовим віддати на сторону велику ділянку орної землі…

## У ролях
- Сергій Проханов —  Григорій Горєлов, механізатор
- Олена Соловей —  Дар'я Селіванова, паромщиця
- Віктор Павлов —  Захар Шубін, голова колгоспу
- Олександр Анісімов —  Федір, механізатор
- Олег Штефанко —  Женька, механізатор
- Юхим Каменецький —  Тараскін, механізатор
- Ігор Комаров —  Піменов, начальник кар'єра
- Олексій Миронов —  Глухов, паромщик
- Віктор Шульгін —  Сидір Петрович, механізатор
- Федір Одиноков —  Герасим, механізатор
- Юрій Дубровін —  Пшонов, агроном
- Тетяна Говорова —  Квасова, доярка
- Іван Агафонов —  епізод
- Лілія Гурова —  епізод
- Леонід Дьячков —  епізод
- Іван Краско —  епізод
- Наталія Кареслі —  епізод
- Ольга Плугатирьова —  епізод
- Станіслав Станкевич —  епізод
- Юрій Сидоров —  епізод
- Микола Точилін —  епізод
- Іван Плотников —  епізод

## Знімальна група
- Сценарист:  Віктор Потєйкин
- Режисер:  Віталій Каневський
- Оператор:  Микола Покопцев
- Художник:  Всеволод Улітко
- Композитор:  Валерій Гаврилін
- Звукооператор:  Наталія Аванесова